# Слободянюк Олександр Васильович
Олекса́́ндр Васи́льович Слободяню́к — капітан медичної служби Збройних сил України, 95-та окрема десантно-штурмова бригада, Житомир.

## Нагороди
8 вересня 2014 року — за особисту мужність і героїзм, виявлені у захисті державного суверенітету та територіальної цілісності України, вірність військовій присязі під час російсько-української війни, відзначений — нагороджений орденом Богдана Хмельницького III ступеня.